# St.-Johannis-Kloster (Bremen)

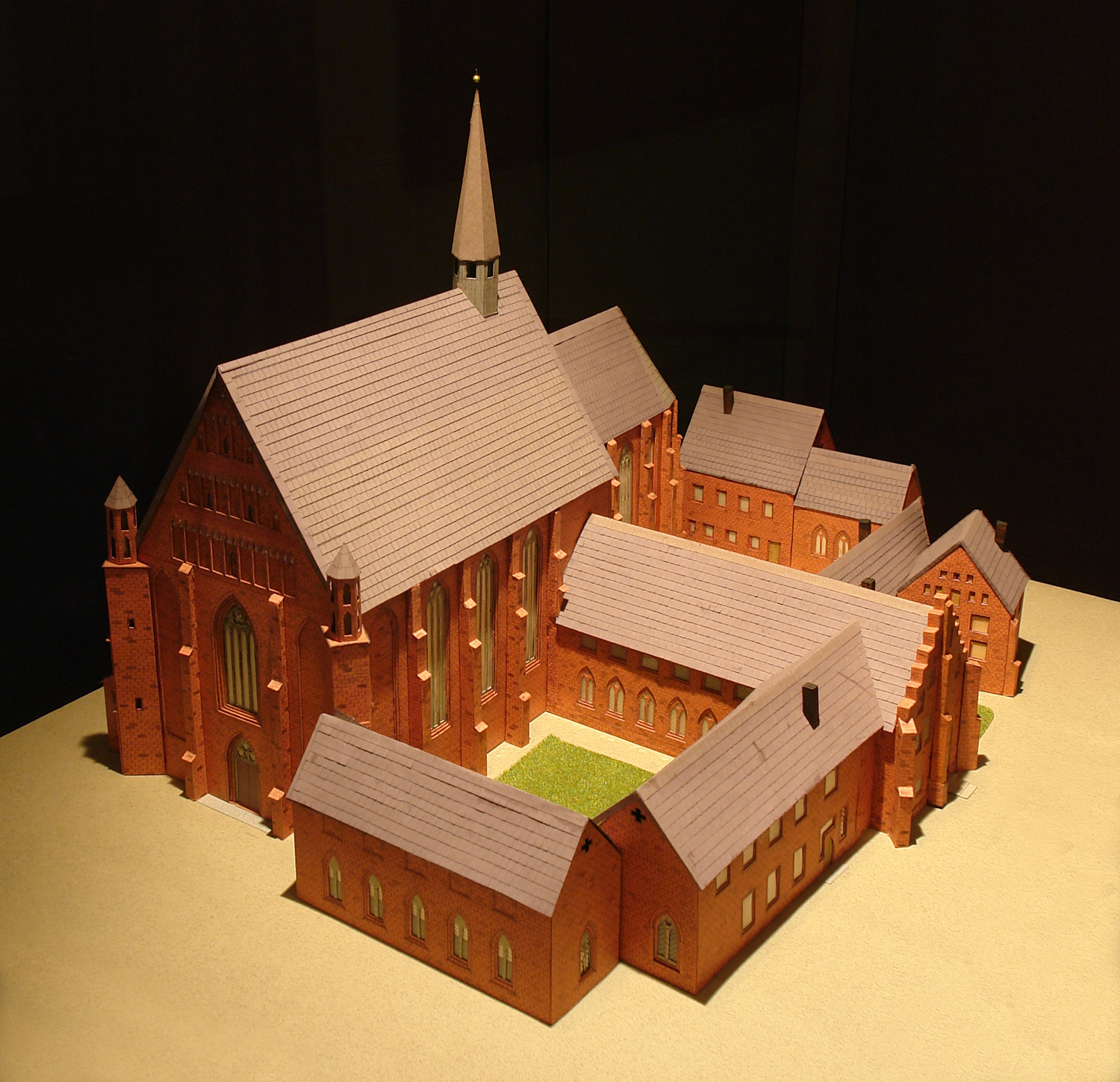
Modell von St. Johannis und den Klostergebäude vor dem Abbruch (Dom-Museum)

Das ehemalige St.-Johannis-Kloster der Franziskaner in Bremen ist nicht erhalten. Es bestand von 1258 bis 1528.  
Die Franziskaner ließen sich wahrscheinlich 1225 in Bremen nieder. Das Kloster befand sich in der Altstadt. Die Klosterkirche St. Johann, die Klosterkirchenstraße und die Klosterortstraße erinnern an das Kloster.
Mit dem Bau des Klosters wurde um 1258 begonnen. Es bestand aus der heute erhaltenen dreischiffigen gotischen Kirche St. Johann aus dem 14. Jahrhundert im Stil einer Bettelordenskirche, die im 15. Jahrhundert zur Hallenkirche vergrößert wurde. Hinzu kamen die südseitig liegenden, heute nicht erhaltenen Klostergebäude und Höfe.
Um die 20 bis 30 Franziskaner – auch „Barfüßer“ genannt – lebten im 14. bis 16. Jahrhundert im Kloster als Bettelmönche. Sie gehörten zur Sächsischen Franziskanerprovinz (Saxonia). Um 1300 war das Kloster in Bremen Hauptkloster der „Kustodie Bremen“, einer Unterorganisation der Saxonia.
Das Kloster wurde 1529 nach der Reformation geschlossen und die Gebäude ab 1531 als städtisches Krankenhaus genutzt. Mit der Einrichtung eines neuen Krankenhauses in der Neustadt im Jahre 1691 wurde das ehemalige Kloster für die Unterbringung von geistig Schwachen genutzt (Irrenhaus).  Die Kirche war u. a. Krankenhauskirche und bis 1801 Kirche der reformierten („französischen“) Kirchgemeinden.
1834 erfolgte der Abriss der inzwischen maroden Klostergebäude. Danach entstanden Wohnbauten auf dem Gelände. 1965 wurde nach Plänen von Bernhard Wessel für die Propstei St. Johannis an der Hohe Straße 2–3/Franziskanerstraße 7 eine Reihe von zweigeschossigen rotsteinsichtigen Wohnhäusern gebaut. Die Gebäude stehen seit 1973 unter Denkmalschutz (siehe hier).